# Your Friendly Neighborhood Spider-Man
Your Friendly Neighborhood Spider-Man là một loạt phim hoạt hình sắp ra mắt của Mỹ, do Jeff Trammell sáng tạo dành riêng cho dịch vụ phát trực tuyến Disney+, dựa trên nhân vật Spider-Man trong truyện tranh Marvel. Đây dự kiến sẽ là loạt phim truyền hình thứ 12 trong Vũ trụ Điện ảnh Marvel (MCU) do Marvel Studios sản xuất, với phần hoạt hình được thực hiện bởi Marvel Studios Animation. Bộ phim kể về câu chuyện nguồn gốc của Peter Parker và những ngày đầu tiên làm Spider-Man, diễn ra trong một dòng thời gian thay thế, nơi Norman Osborn trở thành người cố vấn của Parker thay vì Tony Stark. Jeff Trammell giữ vai trò biên kịch chính, còn Mel Zwyer là đạo diễn giám sát.
Hudson Thames lồng tiếng cho nhân vật Peter Parker, tiếp tục vai diễn từ loạt phim hoạt hình What If...? (2021–2024) của Marvel Studios. Bên cạnh đó, Colman Domingo, Eugene Byrd, Grace Song, Zeno Robinson, Hugh Dancy, Charlie Cox, Kari Wahlgren và Paul F. Tompkins cũng tham gia lồng tiếng trong loạt phim này. Disney+ đã công bố dự án với tựa đề ban đầu là Spider-Man: Freshman Year vào tháng 11 năm 2021, với sự tham gia của Trammell. Đến tháng 12 năm 2023, bộ phim được đổi tên thành Your Friendly Neighborhood Spider-Man. Phong cách hoạt hình của loạt phim tôn vinh phong cách nghệ thuật cổ điển của bộ truyện tranh The Amazing Spider-Man, với phần hoạt hình do Polygon Pictures đảm nhiệm.
Mùa đầu tiên của Your Friendly Neighborhood Spider-Man dự kiến sẽ ra mắt trên Disney+ vào ngày 29 tháng 1 năm 2025, bao gồm 10 tập, là một phần của Giai đoạn 5 trong MCU. Một mùa thứ hai hiện đang được phát triển.

## Nội dung cơ bản
Your Friendly Neighborhood Spider-Man khám phá câu chuyện nguồn gốc của Peter Parker và những ngày đầu tiên sử dụng danh tính Spider-Man trong một dòng thời gian thay thế, nơi Norman Osborn trở thành người cố vấn của Parker thay vì Tony Stark.

## Nhân vật và diễn viên lồng tiếng
- Hudson Thames vai Peter Parker / Spider-Man[3][4]
- Colman Domingo vai Norman Osborn[5][6][7]
- Eugene Byrd vai Lonnie Lincoln[4][8]
- Grace Song vai Nico Minoru[4][9]
- Zeno Robinson vai Harry Osborn[4][8]
- Hugh Dancy vai Otto Octavius[4]
- Charlie Cox vai Matt Murdock / Daredevil[10]
- Kari Wahlgren vai May Parker[4]
- Paul F. Tompkins vai Bentley Wittman[10][11][12][13][14][15][16]

## Sản xuất

### Phát triển
Đến tháng 6 năm 2021, Marvel Studios Animation đang phát triển ít nhất ba loạt phim khác ngoài loạt phim What If...? (2021–2024) trên Disney+ của họ. Tháng tiếp theo, các dự án này được cho là đang ở các giai đoạn phát triển khác nhau và dự kiến không ra mắt trước năm 2023. Spider-Man: Freshman Year được công bố trong sự kiện Disney+ Day vào tháng 11 năm 2021, với Jeff Trammell đảm nhận vai trò biên kịch chính. Mel Zwyer là đạo diễn giám sát, trong khi Stu Livingston làm đạo diễn từng tập.

### Viết kịch bản
Charlie Neuner đảm nhiệm vai trò biên kịch trong nhóm. Loạt phim này mô tả câu chuyện nguồn gốc của Peter Parker/Spider-Man, điều chưa từng được khám phá chi tiết trong các bộ phim thuộc Vũ trụ Điện ảnh Marvel (MCU). Chủ tịch Marvel Studios, Kevin Feige, từng tuyên bố vào năm 2015 rằng họ quyết định không kể lại câu chuyện nguồn gốc của nhân vật này trong Captain America: Civil War (2016), lần xuất hiện đầu tiên của Spider-Man trong MCU, vì đã có hai phiên bản được thể hiện trong các bộ phim Spider-Man do Sam Raimi và Marc Webb đạo diễn. Feige cho biết họ tin rằng khán giả đã biết câu chuyện này và không cần phải nhắc lại chi tiết.

### Tuyển vai diễn và lồng tiếng
Vào tháng 7 năm 2022, Charlie Cox được tiết lộ sẽ tiếp tục đảm nhận vai Matt Murdock/Daredevil từ các tác phẩm MCU trước đây, trong khi Paul F. Tompkins được chọn lồng tiếng cho nhân vật Bentley Wittman. Cox đã ghi âm các lời thoại của mình vào năm 2021 trong thời gian nghỉ giữa các cảnh quay cho loạt phim She-Hulk: Attorney at Law (2022).
Đến tháng 9 năm 2023, một hồ sơ tại Văn phòng Bản quyền Hoa Kỳ cho loạt phim tiết lộ rằng Hudson Thames sẽ lồng tiếng cho Peter Parker/Spider-Man, tiếp tục vai diễn từ mùa đầu tiên của What If...? (2021). Các diễn viên lồng tiếng khác bao gồm Eugene Byrd trong vai Lonnie Lincoln, Grace Song trong vai Nico Minoru, Hugh Dancy trong vai Otto Octavius, Kari Wahlgren trong vai May Parker, và Zeno Robinson trong vai Harry Osborn.
Tháng 8 năm 2024, Colman Domingo được tiết lộ sẽ lồng tiếng cho Norman Osborn. Vào tháng 12, Vincent D'Onofrio được xác nhận sẽ lồng tiếng cho Wilson Fisk/Kingpin, tiếp tục vai diễn từ các tác phẩm MCU trước đây, trong khi Cathy Ang được chọn vào vai Pearl Pangan.

### Hoạt ảnh và thiết kế
Loạt phim sử dụng hoạt hình 3D kết hợp cel-shaded, tôn vinh phong cách nghệ thuật cổ điển của các tập truyện The Amazing Spider-Man đầu tiên. Phần hoạt hình được thực hiện bởi Polygon Pictures. Một số nhân vật được thiết kế để giống với hình ảnh gốc của họ trong các tập truyện Marvel Comics, như Otto Octavius và Mac Gargan/Scorpion, cả hai đều mặc trang phục chính xác theo nguyên bản truyện tranh.

### Âm nhạc
Vào tháng 6 năm 2024, Leo Birenberg và Zach Robinson được tiết lộ là những người sáng tác nhạc cho loạt phim. Bài hát chủ đề của loạt phim là một phiên bản rap remix của các bài hát chủ đề Spider-Man cổ điển.

## Quảng bá
Loạt phim đã được thảo luận trong buổi panel của Marvel Studios Animation tại San Diego Comic-Con 2022, nơi nghệ thuật nhân vật được tiết lộ. Loạt phim cũng xuất hiện trong một đoạn video sizzle reel giới thiệu các series của Marvel Studios Animation vào tháng 12 năm 2023. Jeff Trammell, Hudson Thames và Colman Domingo đã quảng bá loạt phim trong buổi panel của Marvel Studios Animation tại D23 Expo vào tháng 8 năm 2024, nơi vai trò của Domingo trong vai Norman Osborn được công bố và một số cảnh quay đã được trình chiếu.

## Phát hành
Your Friendly Neighborhood Spider-Man dự kiến sẽ ra mắt trên Disney+ vào ngày 29 tháng 1 năm 2025, với tổng cộng mười tập. Ban đầu, loạt phim được lên lịch phát hành vào năm 2024. Một hồ sơ cho tập đầu tiên được gửi lên Văn phòng Bản quyền Hoa Kỳ vào tháng 10 năm 2023 đã chỉ ra rằng phim sẽ được phát hành vào khoảng ngày 2 tháng 11 năm 2024. Loạt phim dự kiến sẽ là một phần của Giai đoạn 5 trong MCU.